# Over and Over Again
Over and Over Again è una canzone del cantante inglese Nathan Sykes . La canzone è stata scritta da Sykes, insieme a Harmony Samuels, Carmen Reece e Major Johnson Finley, ed è stata pubblicata nel Regno Unito il 18 ottobre 2015 come secondo singolo dal suo album di debutto in studio Unfinished Business (2016). La canzone ha raggiunto la posizione numero otto nella UK Singles Chart.

## Tracce
Download digitale
1. Over and Over Again – 4:07

Remix
1. Over and Over Again (Cahill Remix) (Radio Edit) – 3:13
2. Over and Over Again (Elephante Original Remix) – 3:34
3. Over and Over Again (Cahill Remix) – 6:45
4. Over and Over Again (Elephante Remix) – 4:46

Acoustic Sessions
1. Over and Over Again (Acoustic Version) – 4:24
2. Kiss Me Quick (Acoustic Version) – 3:25

## Remix
Il 15 gennaio 2016 è stato pubblicato anche un remix con la cantante americana Ariana Grande.
Download digitale
1. Over and Over Again (featuring Ariana Grande) – 4:09